# Axel Olrik
Axel Olrik (født 3. juli 1864 på Frederiksberg, død 17. februar 1917 i Øverød) var en dansk folkemindeforsker. Han var søn af Henrik Olrik og bror til Benedicte Olrik (der blev gift med Carl Brummer), Dagmar, Jørgen, Hans, Povl og Eyvind Olrik.
Olrik blev i 1881 student fra Metropolitanskolen. Her blev han påvirket af Oehlenschlägers nordiske digte, nordens oldsager, Worsaaes Guldhornstydning og Sophus Bugges myteteorier. I en artikel om Bugge i Danske Studier i 1907 fortalte han således:
| “ | Da jeg sad i Metropolitanskolens øverste klasse, 16-17 år gammel, knitrede det med nye hypoteser om den nordiske mytologis alder og udspring. Den ene var Bugges antik-kristen-irske teori; den Worsaaes guldhornstydning med ganske modsat stræben." (citeret fra Nogle Grundsætninger for Sagnforskning, 1921) | ” |

Han valgte derfor nordisk filologi som universitetsstudium og kom i et nært forhold til professor Svend Grundtvig, der dog allerede døde i 1883. Han vandt i 1886 Københavns Universitets guldmedalje ved en afhandling om Ældre Eddas alder. Spørgsmålet, han besvarede, var: 
| “ | Hvor vidt er det berettiget at anse Digtene i den saakaldte Sæmundar-Edda for ældre end alt, hvad der ellers haves af oldnordisk Skjaldskab? | ” |

Olrik tog i 1887 magisterkonferens og studerede i 1892 i Christiania (Oslo) under Bugge og Moltke Moe.
I sin disputats, Forsøg på en tvedeling af kilderne til Sakses oldhistorie (også samme år udgivet i en lidt anden version – uden afsnittet "Nogle af Sakses fornaldsagaer", s. 129-170 – som Kilderne til Sakses oldhistorie. En litteraturhistorisk undersøgelse. I. Forsøg på en tvedeling af kilderne), som han  disputerede på grundlag af 20. maj 1892 med Ludvig Wimmer og Johannes Steenstrup som officielle opponenter, fremsatte han teorien om adskillelsen af Saxos danske og norsk-islandske kilder. Synspunktet blev nærmere udfoldet i Kilderne til Sakses oldhistorie. En litteraturhistorisk undersøgelse. II Norrøne sagaer og danske sagn fra 1894. Teorien gav anledning til en meningsudveksling med historikeren Johannes Steenstrup i Arkiv för nordisk filologi i 1897.
I den oversættelse af Saxos Gesta Danorum, som Jørgen Olrik, Axels broder, udgav i 1908-1912 med titlen Sakses Danesaga, blev det ved de enkelte sagn på grundlag af Axel Olriks arbejder angivet, om sagnene var af norsk eller dansk herkomst.
Foruden studierne over Saxos kilder var fortsættelsen af Svend Grundtvigs udgaver af Danmarks gamle Folkeviser og Danske Ridderviser vigtige arbejder fra Olriks hånd. Dertil kom Danske Folkeviser i Udvalg (udgivet 1899-1909 sammen med Ida Falbe-Hansen), Om Ragnarok (1902), Danmarks heltedigtning, I-II (1903-1910), Nordisk Aandsliv i Vikingetid og tidlig Middelalder (1907) og Ragnarokforestillingens udspring (1913). Efter Olriks død udgav Hans Ellekilde Folkelige afhandlinger (1919), en samling af Olriks afhandlinger, og det efterladte næsten fuldendte værk Nogle Grundsætninger for Sagnforskning i 1921, der både i titel og stil leder tank hen på Kristian Erslevs værker om kildekritik i historievidenskaben, hvor det her blot er folkemindeforskningens metode, der behandles. Værket er desuden af Ellekilde forsynet med en længere indledning om Olrik og en bibliografi over Olriks skriftlige arbejder.
Olrik blev i 1897 ansat ved Københavns Universitet som midlertidig docent i nordiske folkeminder og tiltrådte samme sted i april 1913 et til ham oprettet professorat i nordiske folkeminder. I 1904 var han med til at stifte Dansk Folkemindesamling, hvor han var forstander til han i 1915 trak sig tilbage af helbredsmæssige årsager. I 1907 var han med til at stifte en international organisation af folkemindeforskere, Folklore Fellows.
Han ægtede 15. maj 1893 Margrete Sofie Eleonore Hasselquist, datter af afdøde kateket i Stege P. Hasselquist. Hustruen døde d. 31. oktober 1911. De er begge begravet på Søllerød Kirkegård.
Han er portrætteret af faderen Henrik Olrik ca. 1867 (i familieeje) og der findes tegninger af samme fra 1874, 76 og 77. Desuden et maleri af Malthe Engelsted ca. 1917 efter fotografi og erindring (i familieeje, en gentagelse tilhører Frederiksborgmuseet). Buste af Henrik Olrik 1887, bl.a. i Dansk Folkemindesamling.

## Forfatterskab
- Kilderne til Sakses oldhistorie: en literaturhistorisk undersøgelse Volume 1 Forsøg pa en tvedeling af kilderne til Sakses oldhistorie. Copenhagen: Wroblewski, 1892 OCLC 163079555. Volume 2 Sakses oldhistorie, norrøne sagaer og Danske sagn. København: Wroblewski, 1894
- (with Ida Falbe-Hansen). Danske Folkeviser i Udvalg. 2 vols. København: Gyldendal, 1899, 1909
- A Book of Danish Ballads. Tr. E. M. Smith-Dampier. 1939. Repr. Granger index reprint series. Freeport, New York: Books for Libraries, 1968. (oversættelse)
- Om Ragnarok. Bind 1 Copenhagen: Gad, 1902, først trykt i: Årbøger for Nordisk Oldkyndighed og Historie 1902, s. 157-291.
- Om Ragnarok. Bind 2 Ragnarokforestillingernes udspring, først trykt i: Danske Studier 1913. 2 bind. København: Gad, 1914.
- Danmarks heltedigtning: en oldtidsstudie Bind 1 Rolf Krake og den ældre Skjoldungrække København: Gad, 1903
- Danmarks heltedigtning: en oldtidsstudie Bind 2 Starkad den Gamle og den yngre Skjoldungrække. København: Gad, 1910 (Resterende 5 bind ikke fuldførte; materialet findes i det Danske folkemindearkiv)
- "Episke love i folkedigtningen". Danske Studier, 5 (1908): 69-89 (http://danskestudier.dk/materiale/1908.pdf Arkiveret 9. marts 2016 hos  Wayback Machine). Olrik udtrykte de samme tanker på tysk i: ‘Epische Gesetze der Volksdichtung’, Zeitschrift für deutsches Altertum und Deutsche Literatur, 51 (1909), 1–12, oversat til engelsk som ‘Epic Laws of Folk Narrative’, in The Study of Folklore, ed. by Alan Dundes (Englewood Cliffs, N.J.: Prentice-Hall, 1965), s. 129–41
- Nordisk Åndsliv i Vikingetid og tidlig Middelalder. København: Gyldendal, 1907.
- Folkelige afhandlinger, 1919
- (fuldført af Hans Lavrids Ellekilde). Nogle grundsætninger for sagnforskning. Danmarks folkeminder 23. København: Schønberg, 1921.
- Principles for Oral Narrative Research. Tr. Kirsten Wolf and Jody Jensen. Folklore studies in translation. Bloomington: Indiana University, 1992. ISBN 9780253341754 (oversættelse)
- (redigeret og udgivet af Hans Ellekilde). Nordens Gudeverden. Bind 1 Vætter og helligdomme København: Gad, 1926.
- (redigeret og udgivet af Hans Ellekilde). Nordens Gudeverden. Bind 2 Årets ring København: Gad, 1951.